# Hubertushaus (Gutensteiner Alpen)
Das Hubertushaus ist eine Schutzhütte der Sektion Gebirgsverein des Österreichischen Alpenvereins in der niederösterreichischen Gemeinde Höflein an der Hohen Wand. Sie steht auf einer Höhe von 946 m ü. A.

## Geschichte
Die Hütte wurde 1923 durch die Alpine Gesellschaft Hubertus erbaut und eröffnet. Die Gesellschaft schloss sich 1927 dem Österreichischen Gebirgsverein an. Die Hütte wurde von 1929 bis 1933 wiederholt erweitert und zwischen 1980 und 1983 renoviert.

## Zustiege
- Grünbach am Schneeberg 549 m ü. A., über Springlessteig, Gehzeit: 02:00 (ab Bahnhof:2:20), Aufstieg etwa 500 m[1]
- Kleinkanzelhaus 1065 m ü. A., Gehzeit: 01:00
- Unter-Höflein 468 m ü. A., Gehzeit: 02:00

## Touren
- Wilhelm-Eichert-Hütte 1052 m ü. A., Gehzeit: 00:30
- Hochkogelhütte 932 m ü. A., Gehstrecke 2 km, jeweils 135 m Abstieg und Aufstieg, Gehzeit: 1:00[2]
- Plackles 1132 m ü. A., Gehzeit: 00:45
- Sportklettern, Klettersteige, diverse alpine Kletterrouten